# Başak
Başak significa espiga en turc i s'utilitza com a nom de dona. Persones amb el nom Başak inclouen:
- Başak Eraydın - jugadora de tennis turca
- Başak İçin Özbebek - jugadora de futbol turca
- Başak Şengül - presentadora de TV turca